# 利根サイクリングコース

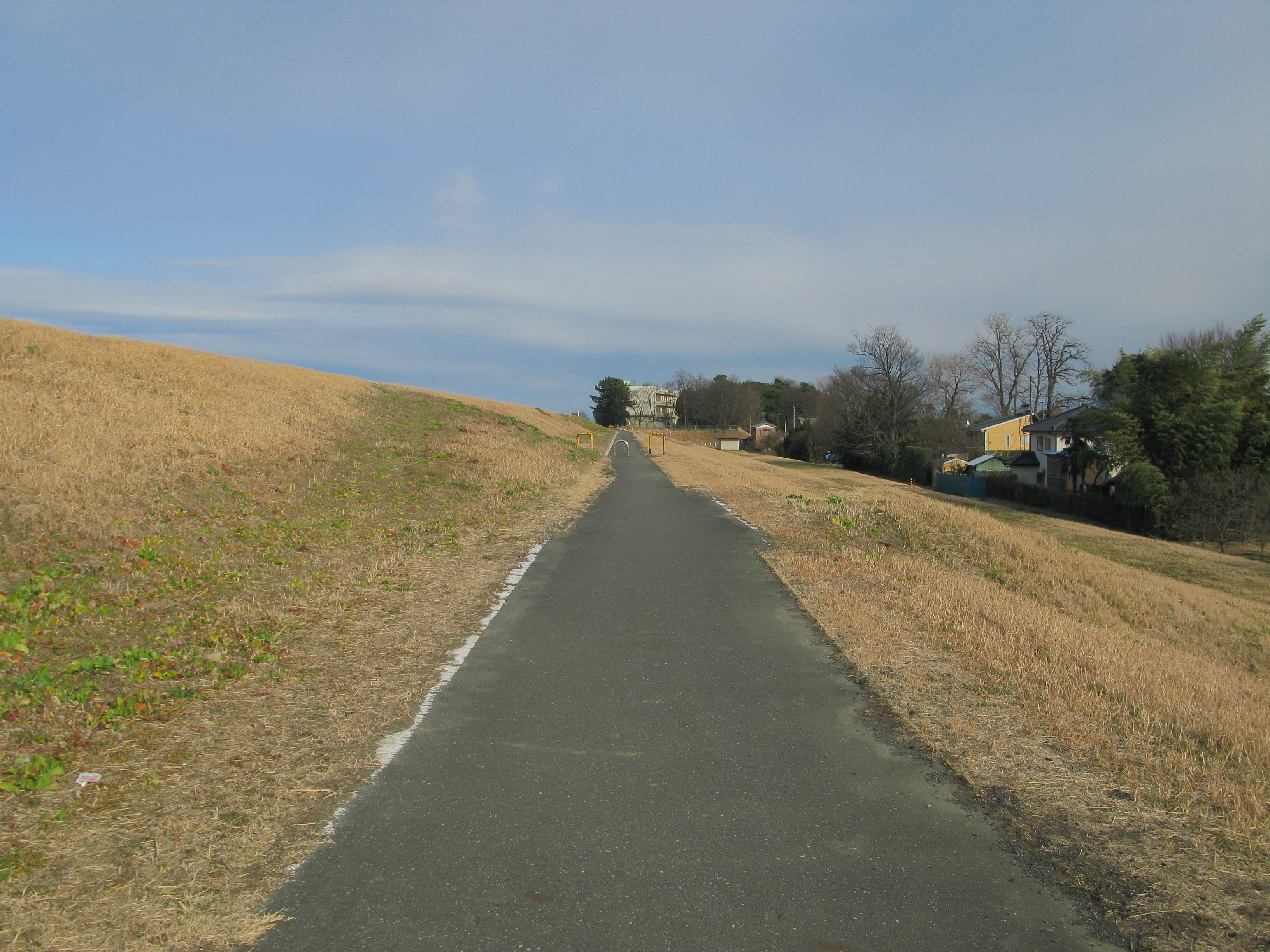
行田市須加地区（2012年2月）

利根サイクリングコース（とねサイクリングコース）は、利根川の堤防上に設けられたサイクリングコースに付けられる名称である。
1. 利根サイクリングコース (埼玉県)
2. 利根サイクリングコース (柏市)

ここでは埼玉県の行田市から加須市までのコースを解説する。
利根サイクリングコース（とねサイクリングコース）は、利根川の堤防上に設けられたサイクリングコースである。行田サイクリングセンターから羽生市を通り、加須サイクリングセンターまでが指定区間である。
なお、現在は、埼玉県道・群馬県道416号利根川自転車道線の一部となっている。

## 起点・終点・実延長・概要

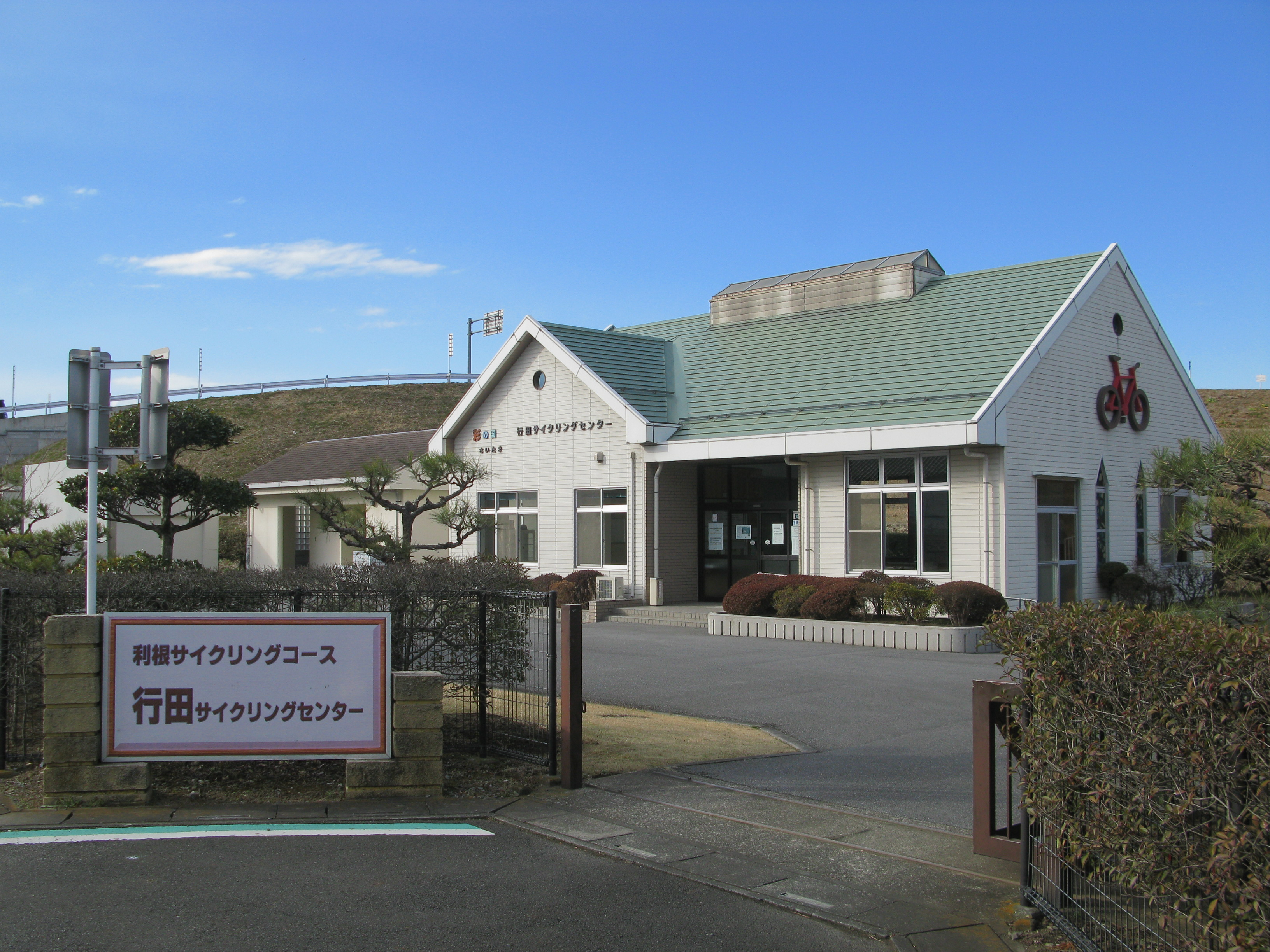
行田サイクリングセンター

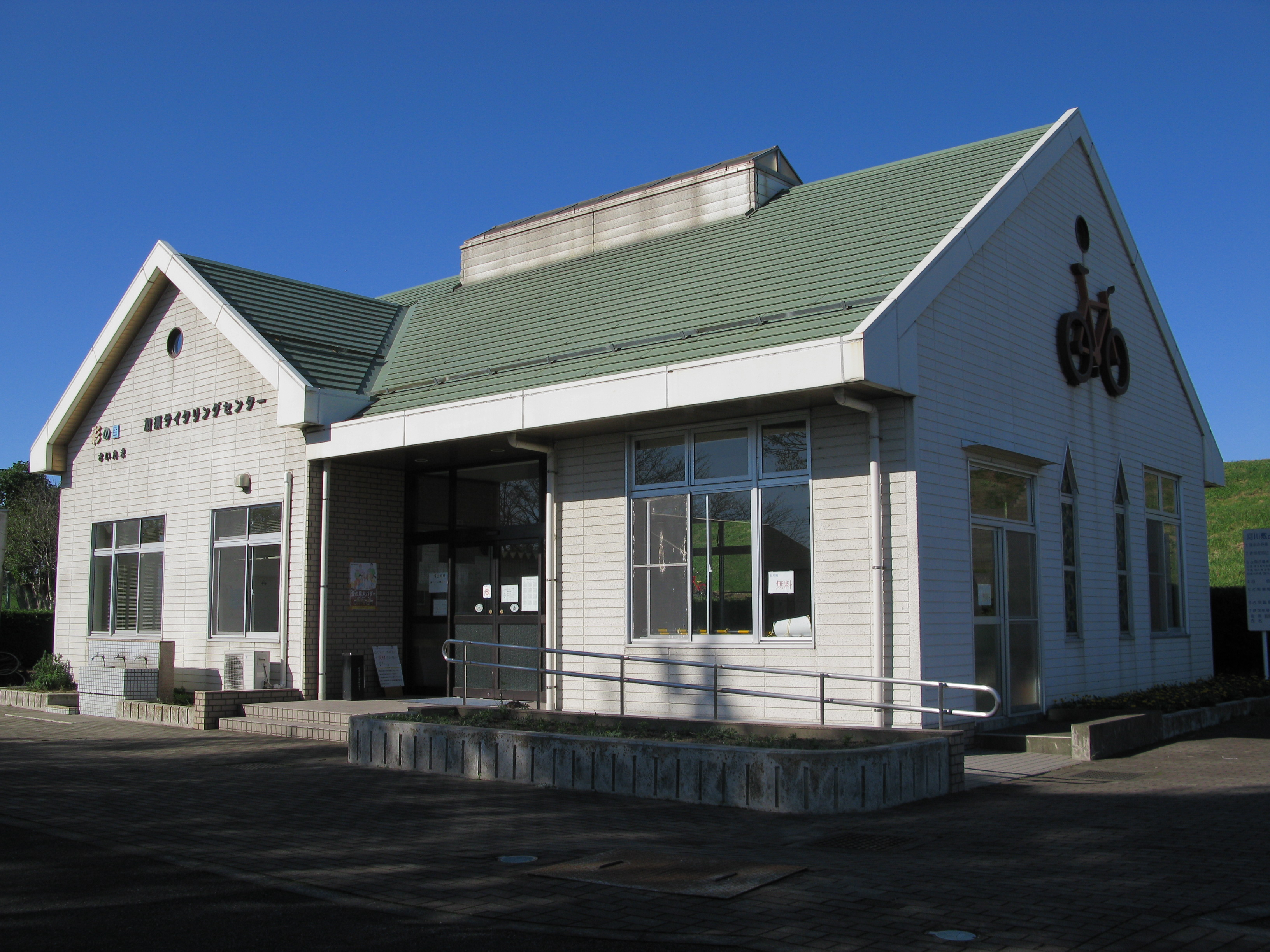
加須サイクリングセンター

起点
埼玉県行田市大字須加 行田サイクリングセンター（※行田サイクリングセンターは2020年(令和2年)3月31日を以って運営を終了）
終点
埼玉県加須市大字大越 加須サイクリングセンター
実延長
約16.7 Km
概要
利根川の堤防上に設けられた自転車歩行者専用道路であり、全線舗装済みである。終点にはサイクリングセンターがあり、自転車の無料貸し出しを行っている。
：後に埼玉県道・群馬県道416号利根川自転車道線の一部として指定された。

## サイクリングセンター
自転車の無料貸し出しを行っている。休憩所があり、小休止をとることができる。
開館時間午前9時 - 午後5時
休館日毎週月曜日、年末年始

## 交差する交通機関
- 国道122号（昭和橋 (利根川) 3.7km地点）
- 東武伊勢崎線（利根川橋梁 (伊勢崎線) 5.7km地点）
- 東北自動車道（利根川橋 (東北自動車道) 11.0km地点）

キロ数は起点からの距離

## 近隣・沿道の施設
- 利根大堰、見沼元圦公園
- 葛西親水公園
- 永明寺古墳
- 羽生スカイスポーツ公園
- 利根川河川敷緑地公園

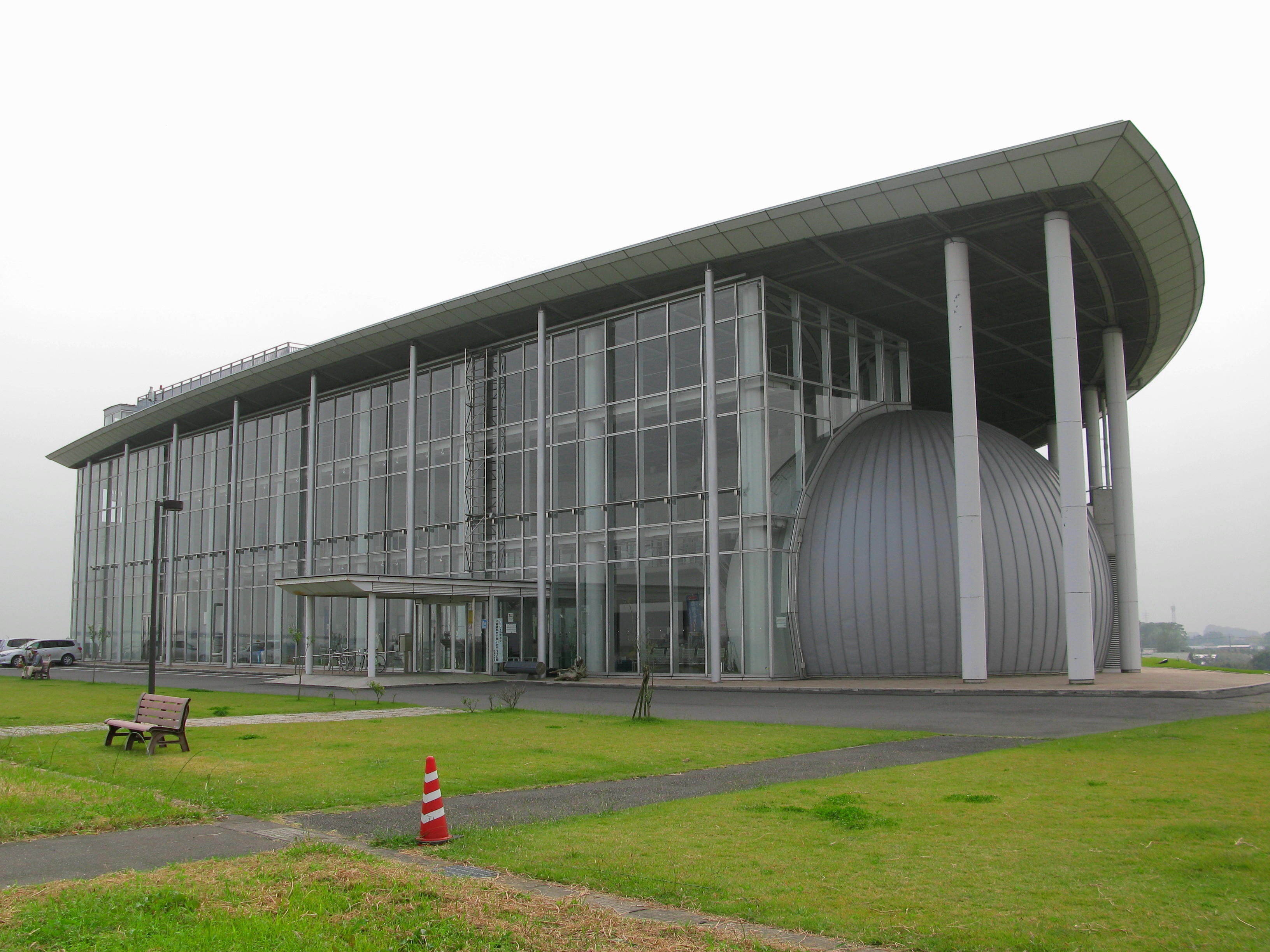
加須未来館

- 加須未来館